# 福山市立鞆の浦学園
福山市立鞆の浦学園（ふくやましりつ とものうらがくえん）は、広島県福山市にある義務教育学校である。

## 沿革

### 旧・福山市立鞆小学校
- 1871年（明治04年） - 福山藩鞆啓蒙所開所(男子:阿弥陀寺・女子:地蔵院)
- 1876年（明治09年） - 女子部が城山の校舎へ移転
- 1877年（明治10年) - 男子部が城山の新校舎へ移転
- 1911年（明治44年) - 鞆町後地（現 鞆の浦学園）に新校舎落成し、城山より移転
- 1956年（昭和31年) - 福山市立鞆小学校に改称
- 1972年（昭和47年) - 岡崎市立井田小学校と姉妹校縁組み
- 1984年（昭和59年） - 日本赤十字社より『金色有効章』受賞
- 2001年（平成13年） - 青少年育成とらい・やる21指定校となる(平成13年から平成14年まで)
- 2002年（平成14年） - 小中連携教育指定校(平成14年から16年まで)となる
- 2013年（平成25年） - 第5回ふくやま子ども「生きる」美術展学校賞・美術館大賞受賞
- 2019年（平成31年）3月31日 - 福山市立鞆の浦学園設立のため廃校

### 旧・福山市立鞆中学校
- 1947年（昭和22年）4月1日 - 鞆町立鞆中学校開校
- 1956年（昭和31年）9月30日 - 福山市立鞆中学校と改称
- 2019年（平成31年）3月31日 - 福山市立鞆の浦学園設立のため廃校

### 福山市立鞆の浦学園
- 2019年（平成31年）4月1日 - 福山市立鞆小学校・中学校と統合により設立

## 学校行事
| - 4月 入学式・始業式 - 5月 運動会 - 6月 | - 7月 終業式 - 8月 夏休み - 9月 始業式 | - 10月 - 11月 - 12月 終業式 | - 1月 冬休み・始業式 - 2月 - 3月 卒業式・終業式 |

## 部活動

### 運動部
- 野球部
- 女子ソフトテニス部
- 男子卓球部
- 女子バスケットボール部
- 総合文化部

## 通学区域
- 福山市
  - 鞆町鞆、鞆町後地、走島町[3]

## アクセス
- 西日本旅客鉄道山陽本線福山駅よりトモテツバス鞆港行に乗り、鞆の浦下車。徒歩5分